# Mauriz von Menzingen
Mauriz von Menzingen OFMCap, auch Mauritius Zehnder, Taufname Johann Peter Zehnder (* 14. Juni 1654 (Taufdatum), anderes Datum 24. Juni 1654 in Menzingen; † 3. März 1713 in Andermatt) war ein Schweizer römisch-katholischer Ordenspriester.

## Leben

### Familie und Werdegang
Mauriz von Menzingen war der Sohn des Gemeindeweibels Jakob Zehnder und dessen Ehefrau Anna (geb. Meyenberg).
Nach einer Priesterausbildung trat er 1677 als Pater Mauriz in den Kapuzinerorden im Kapuzinerkloster Altdorf ein, das zwischen 1579 und 1581 erbaut worden war. Nach seinem Eintritt legte er 1678 sein Ordensgelübde ab und war als Prediger in verschiedenen Kapuzinerklöstern, unter anderem in Stans, Kapuzinerkloster Baden, Andermatt, Kloster Wesemlin in Luzern, Sursee, Dornach, Kapuzinerkloster Bremgarten und zuletzt, von 1710 bis zu seinem Tod, als Superior und Pfarrer erneut in Andermatt im Urserntal tätig.

### Schriftstellerisches Wirken
Mauriz von Menzingen schrieb 1713 das auf Andacht und Frömmigkeit ausgerichtete Erbauungsbuch Philomela Mariana, Die Marianische Nachtigall, das aus 36 Liedern und beigefügten Noten bestand und das sich am Volksgesang orientierte. Dieses Buch ähnelte den Liedersammlungen seines Ordensbruders Laurentius von Schnüffis, die einige Jahrzehnte vorher herausgebracht wurden. Beiden galt es als Hauptsache, die Jugend zu Tugend und Sittlichkeit anzuregen.

## Schriften (Auswahl)
- Philomela Mariana, Die Marianische Nachtigall. Zug: Haberer, 1713.